# Новая трова
Новая тро́ва или нуэ́ва-тро́ва (исп. nueva trova) — культурное и музыкальное движение, возникшее на Кубе около 1970 года.
Музыкальный стиль «трова» возник в конце XIX века на востоке Кубы, в Сантьяго-де-Куба. Крупнейшим музыкантом этого стиля был Синдо Гарай. Другим источником новой тровы был жанр романтической песни filin (от англ. feeling), бытовавший на Кубе с конца 40-х годов.
Музыканты «Новой тровы» мыслили себя продолжателями и обновителями этих традиционных стилей, но также создателями новой эстетики, в которой с традиционными народными жанрами соединяются авангардные направления современной музыки, а также джаз, поп- и рок-музыка. Заметное влияние на формирование эстетики этого движения оказали такие музыканты, как «Битлз», Боб Дилан, Джоан Баэз, чилийская фольклористка Виолета Парра, уругвайский певец Дэниель Вильетти, бразильские авторы музыкального течения Тропикалия. Среди поэтов, эстетика которых заметно повлияла на тексты ряда песен «Новой тровы», можно назвать Сесара Вальехо и Поля Элюара.
«Новая трова» представляет собой одно из движений латиноамериканской авторской «новой песни». Слово «новая» в этом названии говорит не только о музыкальных или поэтических новшествах, но также и об определённой социальной направленности движения. «Новая песня» тесно связана с революционными и левыми движениями Латинской Америки, выражая их идеологию и эстетику.
Движение «Новая Трова» (Movimiento de la Nueva Trova) берёт своё начало с совместного концерта Сильвио Родригеса, Пабло Миланеса и Ноэля Николы, состоявшегося в «Доме Америк» (La Casa de las Américas) 18 февраля 1968 года. В 1969 году на Кубе под руководством выдающегося композитора и гитариста Лео Брауэра была создана «Группа звуковых экспериментов» при Институте кинематографии (Grupo de Experimentación Sonora, GESI), вокруг которой произошло объединение молодых кубинских музыкантов, окончательно оформившееся к 1972 году.
Участниками этого движения в разное время были такие кубинские музыканты, как
Сильвио Родригес, Пабло Миланес, Ноэль Никола, Сара Гонсалес, Висенте Фелью, Аугусто Бланка, Алехандро Гарсиа, группа «Мангуаре», Аннабель Лопес, Карлос Варела, Сантьяго Фелью, Франк Дельгадо и др.